# أندريه لاكروا (متسابق خماسي حديث)
أندريه لاكروا (بالفرنسية: André Lacroix)‏ هو متسابق خماسي حديث فرنسي، ولد في 21 سبتمبر 1924.

## وصلات خارجية
- أندريه لاكروا على موقع اللجنة الأولمبية الدولية (الإنجليزية)
- أندريه لاكروا على موقع أوليمبيديا (الإنجليزية)